# Albert Kesselring
Albert Kesselring (Marktsteft, 13 november 1885 - Bad Nauheim, 16 juli 1960) was een Duitse generaal-veldmaarschalk uit de Tweede Wereldoorlog. Tijdens de oorlog was hij opperbevelhebber van de Duitse bombardementsdivisies van de Luftwaffe. Hij wordt verantwoordelijk gehouden voor de talloze bombardementen die tijdens de oorlog, op zijn bevel, werden uitgevoerd door Duitse bommenwerpers.
Kesselring behaalde erg veel succes met zijn tactische en goed doordachte luchtaanvallen. Hij werd hoog gedecoreerd, uiteindelijk met het Ridderkruis van het IJzeren Kruis met Eikenloof, Zwaarden en Briljanten. In deze uitvoering werden 250 kleine diamanten op het eikenloof geplaatst. Ook de gevesten van de zwaarden werden met diamanten versierd. Van de ruim tien miljoen militairen die Duitsland tijdens de oorlog onder de wapenen had, kregen slechts 27 deze onderscheiding.
Vanwege zijn laconieke karakter en zijn altijd aanwezige glimlach kreeg Kesselring de bijnaam: de lachende generaal.

## De vroege jaren
Tijdens de Eerste Wereldoorlog sloot hij zich aan bij de infanterie en hij vocht mee in diverse veldslagen.
Na de oorlog bleef Kesselring in het leger en klom hij op tot de rang van kolonel. In 1935 vroeg Hermann Göring hem of hij zich wilde aanmelden bij de Luftwaffe. Kesselring werd benoemd tot generaal en hij werd opperbevelhebber van alle bommenwerpereskaders.
Kesselring kwam voor het eerst in actie toen hij tijdens de Spaanse Burgeroorlog leiding gaf aan verscheidene bombardementen op Spaanse steden. Deze oorlog was voor de Luftwaffe meer een vingeroefening om de effectiviteit van hun leger uit te testen.

## Tijdens de oorlog
In 1939 leidde Kesselring een hele reeks geslaagde bombardementen op Poolse militaire doelen. Deze aanvallen, meestal met Stuka-duikbommenwerpers uitgevoerd, waren wat strategie en techniek betreft, hun tijd ver vooruit en zouden de blauwdruk voor latere precisiebombardementen vormen. Het succes van deze bombardementen heeft ongetwijfeld bijgedragen aan het snelle verloop van de Blitzkrieg, de mobiele oorlog waarbij gepantserde eenheden op de grond met behulp van luchtsteun snel oprukten.
Later in 1940 leidde Kesselring de bombardementen tijdens de Blitzkrieg in Nederland, België en Frankrijk. Op 14 mei 1940 vond het bombardement op Rotterdam plaats, waarbij 800 onschuldige burgers de dood vonden.
In juli 1940 werd Kesselring tot Generalfeldmarschall bevorderd.
Van juni tot september 1940 was Kesselring een van de hoofdpersonen uit de Slag om Engeland. Hierbij wist Kesselring de Royal Air Force bijna te verslaan door verrassingsbombardementen op Britse vliegvelden. Hierbij werden veel Britse vliegtuigen al vernietigd voordat ze in de lucht waren. Later toen de RAF zich toch staande wist te houden probeerde Kesselring het Engelse volk toch op de knieën te krijgen met terreurbombardementen op Engelse steden. Ondanks het grote aantal burgerslachtoffers en de gigantische schade werd Engeland niet verslagen.
Na zijn nederlaag bij Groot-Brittannië werd Kesselring overgeplaatst naar Italië, van waaruit hij de opperbevelhebber werd van alle Luftwaffe-eenheden boven de Middellandse Zee, de Balkan en Noord-Afrika. Onder Kesselrings leiding boekte de Luftwaffe hier grote successen, de Balkan werd vrij snel veroverd en gedurende een korte periode had de Luftwaffe volledige controle over het Middellandse Zeegebied. Kesselring werd voor zijn bijdrage onderscheiden met de Diamanten bij het Ridderkruis, een van de hoogste Duitse onderscheidingen die slechts 27 andere Duitse militairen in de oorlog zouden ontvangen. Vervolgens leidde Kesselring de luchtsteun aan de grondtroepen van Erwin Rommel tijdens het Noord-Afrika-offensief. Ook hierbij behaalde de Luftwaffe goede resultaten, maar ze moesten het strijdperk verlaten toen het Afrikakorps werd verslagen. Kort daarna verloor de Luftwaffe weer de controle over het Middellandse Zeegebied.
In 1943 werd Kesselring opperbevelhebber van alle landmachttroepen op de Balkan en Italië. Hierbij gaf hij leiding aan de strijd tegen de Partizanen, de Oost-Europese verzetstroepen, een strijd waarbij duizenden gevangengenomen partizanen werden geëxecuteerd en waarbij vele gruwelijke represailles werden uitgevoerd door het Duitse leger.
In 1944 en 1945 moest Kesselring leiding geven aan de gevechten tegen oprukkende Amerikaanse (in Italië) en Russische (op de Balkan) troepen. Deze gevechten liepen, door gebrek aan manschappen en bevoorrading, uit op een nederlaag voor de Duitsers. Kesselring werd uiteindelijk op 6 mei 1945 gevangengenomen.

## Na de oorlog
Kesselring werd op 6 mei 1947 door een Britse militaire rechtbank in Italië ter dood veroordeeld. Onder druk van meerdere Britse bevelhebbers die tegen Kesselring gevochten hadden en de doodstraf voor hem niet terecht vonden, werd de straf ruim een maand later omgezet naar levenslang. In 1948 werd de strafmaat opnieuw aangepast naar 21 jaar.
Uiteindelijk werd Kesselring in 1952 in verband met ziekte vervroegd vrijgelaten. In 1953 publiceerde hij zijn autobiografie Soldaat tot de laatste dag.
Kesselring overleed in 1960 aan natuurlijke oorzaken.

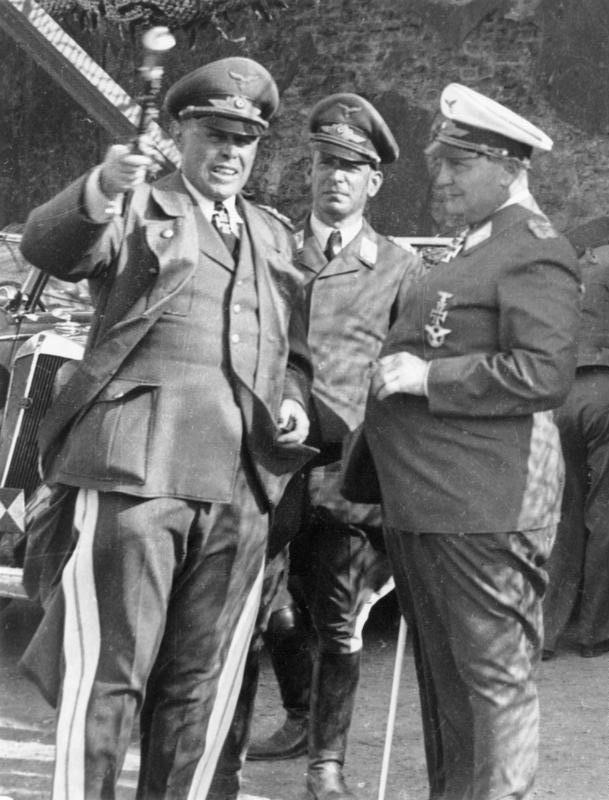
Kesselring (links) met zijn stafchef, Wilhelm Speidel (Generaal) (midden) en Hermann Göring (rechts) in 1940.
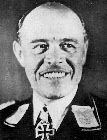
De "Lachende generaal."

## Militaire loopbaan
- Fahnenjunker (aspirant-officier): 5 februari 1904[4][5]
- Leutnant: 8 augustus 1906[4][5]
- Oberleutnant: 25 oktober 1913[4][5]
- Hauptmann: 19 mei 1916[4][5]
- Major: 1 april 1925[4][5]
- Oberstleutnant: 1 februari 1930[4][5]
- Oberst: 1 oktober 1932[4][5]
- Generalmajor: 1 oktober 1934[4][5]
- Generalleutnant: 1 april 1936[4][5]
- General der Flieger: 1 juni 1937[4][5]
- Generalfeldmarschall: 19 juli 1940[4][5]

## Decoraties
- Ridderkruis van het IJzeren Kruis (nr.3) op 30 september 1939 als General der Flieger en Chef der Luftflotte 1 (uitgereikt door Adolf Hitler persoonlijk)[4][5][6]
- Ridderkruis van het IJzeren Kruis met Eikenloof (nr.78) op 25 februari 1942 als Generalfeldmarschall en Opperbevelhebber Süd[4][5][6]
- Ridderkruis van het IJzeren Kruis met Eikenloof en Zwaarden (nr.15) op 18 juli 1942 als Generalfeldmarschall en Opperbevelhebber Süd[4][5][6]
- Ridderkruis van het IJzeren Kruis met Eikenloof, Zwaarden en Briljanten (nr.14) op 19 juli 1944 als Generalfeldmarschall en Opperbevelhebber Heeresgruppe C[4][5][6]
- IJzeren Kruis 1914, 1e en 2e Klasse[4][7]
- Orde van Militaire Verdienste (Beieren), 4e Klasse met Zwaarden en Kroon[4][7]
- Mouwband Afrika[4][5]
- Medaille ter Herinnering aan de 1e Oktober 1938[4][5]
- Herhalingsgesp bij IJzeren Kruis 1939, 1e Klasse (25 september 1939) en 2e Klasse (12 september 1939)[4][5]
- Ridder der Tweede Klasse in de Albrechts-Orden met Zwaarden[4][7]
- Dienstonderscheiding van Leger en Marine (Duitsland) voor (25 dienstjaren)[4][5]
- Gezamenlijke Piloot-Observatiebadge in Goud met Diamanten[4][5][8]
- Gesp voor Gevechtsvluchten aan het Front voor Escorteenheden in goud met het getal "400" in 1942[5]
- Grootkruis in de Orde van de Italiaanse Kroon[4][5]
- Pilot Badge (Italië)[4][5]
- Prinsregent Luitpold-Medaille[4]
- Erekruis voor Frontstrijders in de Wereldoorlog[4][5]
- Hij werd meerdere malen genoemd in het Wehrmachtsbericht. Dat gebeurde op:
- 8 oktober 1940[4][5][9]
- 26 oktober 1940[4][5][10]
- 9 november 1940[4][5][11]
- 20 november 1940[4][5][12]
- 25 november 1940[4][5]
- 19 juni 1941[4][5][13]
- 6 augustus 1941[4][5][14]
- 7 augustus 1941[4][5][15]
- 19 september 1941[4][5][16]
- 18 oktober 1941[4][5][17]
- 19 oktober 1941[4][5][18]
- 17 juni 1942[4][5][19]
- 10 september 1943[4][5][20]

Werner von Blomberg · Hermann Göring · Walther von Brauchitsch · Albert Kesselring · Wilhelm Keitel · Günther von Kluge · Wilhelm Ritter von Leeb · Fedor von Bock · Wilhelm List · Erwin von Witzleben · Walter von Reichenau · Erhard Milch · Hugo Sperrle · Gerd von Rundstedt · Erwin Rommel · Georg von Küchler · Erich von Manstein · Friedrich Paulus · Ewald von Kleist · Maximilian von Weichs · Ernst Busch · Wolfram von Richthofen · Walter Model · Ferdinand Schörner · Robert von Greim · Eduard von Böhm-Ermolli (titulair)
- Bibsys: 90971036
- Biblioteca Nacional de Chile: 000515148
- Biblioteca Nacional de España: XX1330585
- Bibliothèque nationale de France: cb11205198p (data)
- Gemeinsame Normdatei: 118722050
- International Standard Name Identifier: 0000 0001 0860 7120
- Library of Congress Control Number: n85278379
- National Archives and Records Administration: 10569557
- Nationale Bibliotheek van Tsjechië: jn20000700883
- Nationale bibliotheek van Australië: 35268485
- Nationale Bibliotheek van Israël: 987007276475505171
- Nationale Bibliotheek van Polen: a0000001690438
- Nederlandse Thesaurus van Auteursnamen: 072314427
- SNAC: w6ws8s8z
- Système universitaire de documentation: 098667653
- Trove: 890290
- Virtual International Authority File: 4393
- WorldCat: E39PBJxCCYqptRXDYcWyg4TvHC